# 岑参
岑参（715年—770年），荆州江陵人，先世居南阳棘阳（今河南新野县），唐朝诗人，宰相岑文本曾孙，边塞诗代表人物，與高適並稱“高岑”。曾任嘉州（今四川省乐山市）刺史，后人因称“岑嘉州”。公元715年生于河南仙州，父为仙州刺史，770年卒于成都旅社。新旧唐书无传。

## 生平
少孤貧，刻苦學習，遍讀經史。太宗时功臣岑文本重孙。天宝三载（744年）進士，守选三年，释褐（脫去平民粗布衣）為右内率府兵曹参军。岑参有《初授官题高冠草堂》詩云：“三十始一命，宦情都欲阑。自怜无旧业，不敢耻微官。涧水吞樵路，山花醉药栏。只缘五斗米，孤负一渔竿。”天宝八载（749年），充任安西四镇节度使高仙芝幕府书记，赴安西，第一次出塞。天宝十三载（754年）又任安西北庭节度使封常清的判官，第二次出塞。前后两次在边塞驻守安西四镇（焉耆、龟兹、阗、疏勒）共六年，直到至德二年（757年）才返回中原。岑参把封常清称作“国士”，有二首詩讚美封常清的軍威“虜騎聞之應膽懾，料知短兵不敢接”），而又推崇他“古來青史誰不見，今見功名勝古人”。回到朝廷后，杜甫等推薦他為右補闕。岑參自言“早年好金丹，方士傳口訣”，后来又担任了起居舍人等官职。大历元年（766年），官至嘉州刺史。罢官后，大历五年（770年），客死于成都。有四世孙岑卓儿。
早期詩歌多為寫景述懷之作，以風華綺麗見長。宋人許顗在《彦周诗话》中说“岑参诗意自成一家，盖尝从封常清军，其记西域异事甚多……古今传记所不载也”。岑參死後30年，其子岑佐公收集遺文，請杜確編成《岑嘉州詩集》八卷。杜确《序》裡说其诗作“每一篇绝笔，则人人传写，虽闾里士庶，戎夷蛮貊，莫不讽诵吟习焉”。
现存诗403首，七十多首边塞诗，另有《感旧赋》一篇，《招北客文》一篇，墓铭两篇。盛唐邊塞詩人有功名者，達者高適，邁者岑參，雙在《唐詩三百首》中。

## 名音爭議
“參”是多音字。程龙权《人名中“参”的读音》认为此“参”读cān，并举出四首宋诗作为证据。比如下面这首。
《全宋詩》卷二五二四有廖行之的《書懷》
萊衣喜氣著青衫，世路從渠裂兩驂。

試問虛名空斗北，何如榮養樂陔南。

鄰牆飽聽新詩句，尊酒相從幾笑談。

聞道秋郊足佳趣，好奇誰復似岑參。

“參”和“衫”“驂”“南”“談”押韻。孔平仲、劉克莊、洪皓也曾以“岑參”押同樣的韻寫律詩。那麼說明宋代認爲“參”此處應該是倉含切，演變到普通話該讀cān。
但上海辞书出版社出版的《汉语拼音词汇专名部分 草案》则以规范性辞书的身份规定此“参”读shēn。在当今大陆的语文教学与学术交流中，人们一般都将此字读为shēn。这一读音已具有社会性。